# Acuminodeutopus stenopropodus
Acuminodeutopus stenopropodus är en kräftdjursart. Acuminodeutopus stenopropodus ingår i släktet Acuminodeutopus och familjen Aoridae. Inga underarter finns listade i Catalogue of Life.